# Borja Valero
Borja Valero Iglesias (* 12. Januar 1985 in Madrid) ist ein spanischer Fußballspieler, der seine Profilaufbahn beendet hat. Seine angestammte Position ist das zentrale Mittelfeld.

## Karriere

### Verein
Borja Valero begann seine Fußballerlaufbahn in der Jugend des kleinen Madrider Vereins AD Villa Rosa. Mit 12 Jahren wechselte er in den Nachwuchs von Real Madrid. Bei diesen durchlief er diverse Jugendkategorien, bevor er im Sommer 2005 in den Kader der Zweitmannschaft Real Madrid Castilla aufgenommen wurde. Sein Debüt in der ersten Mannschaft feierte er im spanischen Pokal am 25. Oktober 2006 gegen Écija Balompié. Am 6. Dezember desselben Jahres lief er auch im Champions-League-Gruppenspiel gegen Dynamo Kiew für die „Königlichen“ auf.
Im Sommer 2007 wechselte Borja Valero zu RCD Mallorca und ein Jahr später schließlich in die englische Premier League zu West Bromwich Albion. Dort spielte er eine Saison und wurde danach wieder an RCD Mallorca ausgeliehen. Im Sommer 2010 wechselte er, ebenfalls auf Leihbasis, zum FC Villarreal. Die Spanier sicherten sich eine Kaufoption von der sie zu Saisonende Gebrauch machten.
Nach dem Abstieg mit Villarreal in die Segunda División wechselte Borja Valero zur Saison 2012/13 zur AC Florenz. Nach fünf Jahren wechselte er weiter zu Inter Mailand. Nach drei Jahren in Mailand kehrte er im September 2020 zur AC Florenz zurück. Im Juli 2021 erklärte Borja Valero das Ende seiner Profikarriere. Danach war er bis 2023 für den unterklassigen Florentiner Verein CS Lebowski aktiv.

### Nationalmannschaft
Borja Valero gewann mit Spanien die U-19-Fußball-Europameisterschaft 2004 und erzielte dabei das entscheidende Tor zum 1:0 in der Nachspielzeit gegen die Türkei. Am 4. Juni 2011 kam er in einem Freundschaftsspiel gegen die USA zu seinem einzigen Einsatz in der A-Nationalmannschaft.

## Erfolge
Real Madrid
- Spanischer Meister: 2006/07
- U-19-Europameister: 2004 (mit Spanien)

Auszeichnungen
- Spanischer Spieler des Jahres: 2010 (Zeitschrift Don Balón)
- Team des Jahres der Serie A: 2013